# Marksistowska teoria prawa
Marksistowska teoria prawa – ogólna nazwa doktryn prawnych opierających się na marksizmie. Marksistowska teoria prawa jest czymś odmiennym od teorii prawa Marksa, zawierając treści i tematy w niej nie poruszane.

## Rodzaje marksistowskich teorii prawa
Wyróżnia się dwa, zasadniczo różne, rodzaje marksistowskich teorii prawa. W krajach komunistycznych na założeniach marksizmu starano się oprzeć całość prawoznawstwa. W imię naukowości zwalczano tradycyjną filozofię prawa i przeciwstawiano jej teorię prawa. W krajach niekomunistycznych marksizmem inspirowało się wiele różnorodnych doktryn prawnofilozoficznych, m.in. ekonomiczna analiza prawa, krytyczne studia nad prawem, niektóre nurty feminizmu prawniczego, czy studia postkolonialne.

## Marksistowska teoria prawa w krajach komunistycznych
Ponieważ w pismach Marksa i Engelsa teoria prawa jest niezbyt rozbudowana i dość abstrakcyjna, walczący o władzę komuniści sami musieli sprecyzować marksistowskie poglądy na prawo. Powstająca w ten sposób teoria prawa stała na dwóch podstawowych przesłankach:
1. prawo jest instrumentem panowania klasowego
2. prawo należy do nadbudowy (dlatego też jego treść i funkcje determinowane są przez bazę).

Akcentowano także ścisły związek prawa z państwem, władzą i przemocą (sankcja jako konieczny warunek prawa). Słuszność prawa (jego legitymizacja) była skutkiem jego pochodzenia od właściwej (rewolucyjnej) władzy.
Wraz ze zdobyciem i umocnieniem władzy w krajach bloku wschodniego partie komunistyczne zaczęły dążyć również do przekształcenia nauk prawnych. Krytyce poddano wszelkie doktryny niemarksistowskie (naturalnoprawne, realistyczne i częściowo pozytywistyczne) zarzucając im nienaukowość i burżuazyjny charakter. Tradycyjnej filozofii prawa przeciwstawiano teorię prawa, która miała mieć charakter „naukowy”, jako że opierała się na założeniach marksistowskich. 
Z czasem jednak marksistowska teoria prawa ewoluowała, przyjmując coraz częściej stanowisko bliskie pozytywizmowi prawnemu i analitycznej teorii prawa.

## Obumieranie prawa
Jednym z istotnych twierdzeń marksistowsko-leninowskiej teorii prawa jest teza o jego historycznie przemijającym charakterze . Wraz z obumieraniem państwa obumrze i prawo, co jednak nie będzie równoznaczne z zanikaniem wszelkich norm życia społecznego. Wówczas ugruntują się ogólnie uznane normy współżycia komunistycznego, których przestrzeganie stanie się dla ludzi potrzebą i przyzwyczajeniem. Zamiast norm prawnych ludzie będą się kierować w całym swym zachowaniu się przestrzeganymi dobrowolnie zasadami współżycia społecznego. Ponieważ przestrzeganie zasad ludzkiego współżycia stanie się wewnętrzną potrzebą wszechstronnie rozwiniętych ludzi, prawna reglamentacja nie będzie już potrzebna w epoce pełnego komunizmu. Mimo wysokiego poziomu świadomości członków społeczeństwa komunistycznego nie jest wykluczone, że będą miały miejsce pewne ekscesy, naruszenia porządku komunistycznego. Będą one jednak przywracane do normy dzięki oddziaływaniu społecznemu. Regulacja prawna całkowicie zniknie i ustąpi miejsce regulacji zachowania się ludzi przy pomocy opinii społecznej . Postępowanie ludzi będzie regulowane przez zasady moralności komunistycznej, a nie normy prawne.
Nikołaj Bucharin twierdził:

Zewnętrzne normy przymusu zaczną obumierać: najpierw obumrze armia i flota jako oręż najostrzejszego zewnętrznego przymusu; potem — system organów karnych i represyjnych, następnie — przymusowy charakter pracy i in.

Włodzimierz Lenin poddał krytyce ten pogląd Bucharina i uważał, że prawo z jego systemem organów karnych i represyjnych obumrze wcześniej niż armia, ponieważ niebezpieczeństwo napaści zbrojnej ze strony kapitalizmu zmusza państwa socjalistyczne do umacniania gotowości obronnej. Według teorii naukowego komunizmu takie organy karne, jak sąd, prokuratura i milicja, obumrą dopiero po obumieraniu przymusowego charakteru pracy. Obumieranie przymusu państwowego i zastąpienie prawa przez moralność dokona się nie nagle, lecz stopniowo, w miarę dojrzewania społeczeństwa komunistycznego. Wymaga to wychowania nowego człowieka, który głęboko rozumie interesy społeczne, jest przeniknięty komunistycznym humanizmem, ma wielką wiedzę i kulturę.
W Programie KPZR sformulowany został kodeks moralny budowniczego komunizmu. Propaganda w ZSRR oświadzała, że konsekwentna realizacja sformulowanych w Programie KPZR zasad moralnych, jako norm postępowania wszystkich ludzi radzieckich, będzie sprzyjać ograniczaniu administracyjnego regulowania wzajemnych stosunków między ludźmi, będzie ważnym warunkiem przerastania socjalistycznych stosunków społecznych w stosunki komunistyczne.